# Santiago Urrutia
Santiago Urrutia Lausarot, né le 30 août 1996 à Miguelete, est un pilote automobile uruguayen.

## Carrière
Il commence sa carrière en Italie sur Formule Abarth puis part aux États-Unis en 2015 où il remporte le Pro Mazda Championship. Il termine ensuite deux fois second sur Indy Lights en 2016 et 2017, puis troisième en 2018.
En 2019, il quitte la monoplace pour s'orienter vers le supertourisme dans le championnat TCR Europe Touring Car Series où il se classe 3e sur Audi RS3 LMS. En 2020, il part courir dans en WTCR sur une Lynk & Co 03 de chez Cyan Racing.

### Résultats en monoplace
| Saison | Championnat                 | Écurie                       | Courses | Victoires | Pole positions | Meilleurs tours | Podiums | Points | Classement |
| ------ | --------------------------- | ---------------------------- | ------- | --------- | -------------- | --------------- | ------- | ------ | ---------- |
| 2011   | Formule Abarth Italie       | Island Motorsport            | 2       | 0         | 0              | 0               | 0       | 4      | 18e        |
| 2011   | Formule Abarth Europe       | Island Motorsport            | 4       | 0         | 0              | 0               | 0       | 5      | 21e        |
| 2012   | Formule Abarth Italie       | BVM Racing                   | 18      | 3         | 1              | 3               | 9       | 158    | 4e         |
| 2012   | Formule Abarth Europe       | BVM Racing                   | 24      | 3         | 1              | 3               | 11      | 207    | 4e         |
| 2013   | European F3 Open            | RP Motorsport                | 16      | 2         | 1              | 3               | 8       | 191    | 4e         |
| 2014   | GP3 Series                  | Koiranen GP                  | 18      | 0         | 0              | 0               | 0       | 0      | 23e        |
| 2015   | Pro Mazda Championship      | Team Pelfrey                 | 16      | 3         | 2              | 0               | 10      | 355    | Champion   |
| 2016   | Indy Lights                 | Schmidt Peterson Motorsports | 18      | 4         | 3              | 3               | 7       | 361    | 2e         |
| 2017   | Indy Lights                 | Belardi Auto Racing          | 16      | 2         | 1              | 3               | 9       | 310    | 2e         |
| 2018   | Indy Lights                 | Belardi Auto Racing          | 17      | 2         | 1              | 0               | 8       | 395    | 3e         |
| 2020   | Formule Régionale Amériques | HMD Motorsports              | 2       | 0         | 0              | 0               | 1       | 15     | 15e        |
| 2023   | Stock Car Brasil            | Scuderia Chiarelli           | 2       | 0         | 0              | 0               | 0       | 0      | 38e        |